# Liste der k.u.k. Kampfunterstützungstruppen
Die Liste der k.u.k. Regimenter gliedert sich in die Kampftruppen/Kampfverbände und in die Liste der Verbände der k.u.k Armee (Kampfunterstützungstruppen – Stand 1914)
Die Armee der k.u.k. Monarchie Österreich-Ungarn (offizieller Name: Bewaffnete Macht) bestand seit 1867, als man Ungarn die Autonomie gewähren musste und die Armee neu strukturiert wurde, in der Friedenspräsenz aus drei gleichberechtigten Teilen.
(siehe auch Landstreitkräfte Österreich-Ungarns 1867–1914)
- - Die Gemeinsame Armee aus beiden Landesteilen (Diese Liste)
  - Die k.k. Landwehr aus allen nichtungarischen Landesteilen
  - Die k.u. Landwehr (Honvéd) nur aus Ungarn bzw. der ungarischen Reichshälfte. Dazu gehörten Teile von Kroatien, Serbien, Rumänien mit Siebenbürgen und Banat und der Slowakei als sog. Oberungarn.

## Anmerkung
- Bedingt durch Struktur des Vielvölkerstaates gab es das Problem, dass außerhalb des deutschsprachigen Gebiets die Garnisonsstädte mit mehreren Namen bedacht wurden. Die meisten der Städte hatten zusätzlich einen deutschen Namen, aber auch die damals noch zu Ungarn gehörenden und jetzt z. B. in Rumänien oder Kroatien liegenden Garnisonen hatten in den allermeisten Fällen einen offiziellen ungarischen neben dem landesüblichen Namen.
- Hinzu kommt noch, dass die Gebiete, die vormals zur Republik Venedig gehörten, einen italienischen Namen trugen und diesen unter der k.u.k. Monarchie behalten hatten; z. B. Castelnuovo, das jetzt Herceg Novi heißt und in Montenegro liegt. (Nach dem Ende der österreichischen Herrschaft wurde der Name dahingehend geändert.)
- Gemeinden, die über keinen Link bei Wikipedia verfügen, bei denen aber Informationen über die geographische Lage vorhanden sind, sind rot aufgeführt und haben in Klammer und Kursiv diese Zusatzinformation erhalten. (Bosnien)

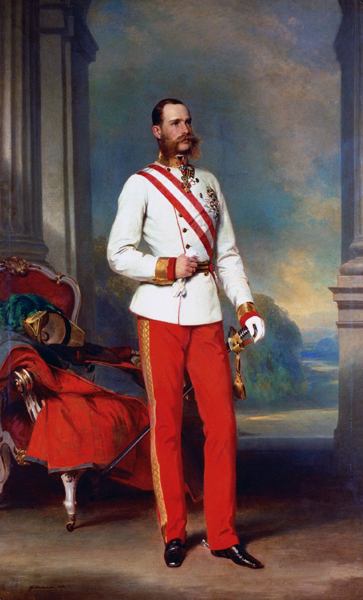
Oberster Kriegsherr – Der Kaiser und König

- In der k.u.k. Armee werden in einzelnen Waffengattungen Verbände in Bataillonsstärke als „Divisionen“ bezeichnet. Eine echte Division heißt dagegen „Truppen-Division“.

Als Kampfunterstützungsverbände gelten:
- Österreichisch-Ungarische Artillerie
  - Feldkanonen Regimenter
  - Feldhaubitz Regimenter
  - Festungsartillerie Regimenter und selbstständigen Bataillonen
  - Gebirgsartillerie Regimenter
  - schwere Haubitz Divisionen
  - reitende Artillerie Divisionen
  - selbstständige Gebirgskanonen Division
- k.u.k. Sappeure
- k.u.k. Pioniere
- Brückenbataillon
- Eisenbahnregiment
- Telegraphenregiment
- Train

## Feldkanonenregimenter (42 Regimenter Divisionsartillerie)

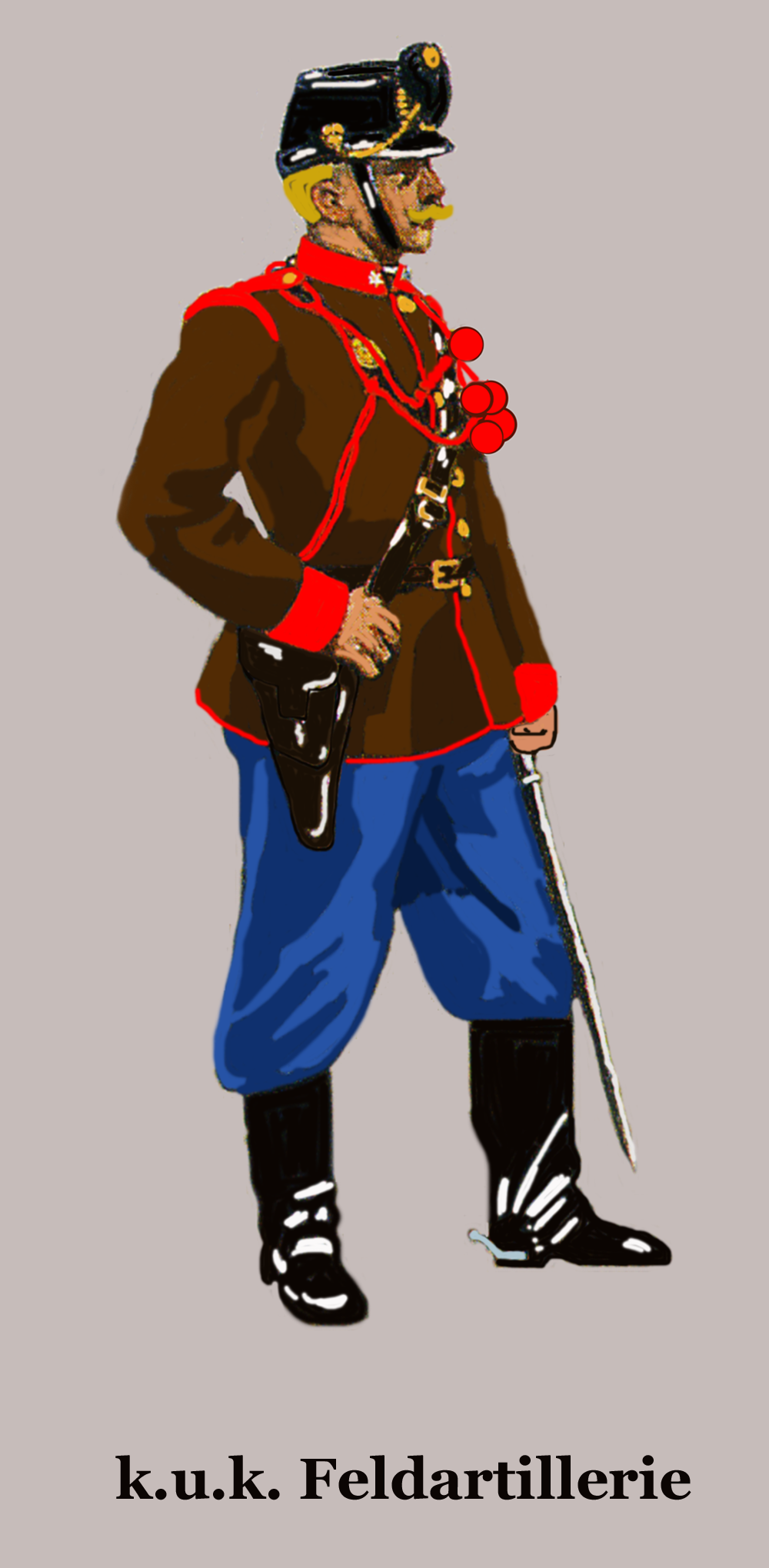
Vormeister der Feldartillerie in Paradeadjustierung

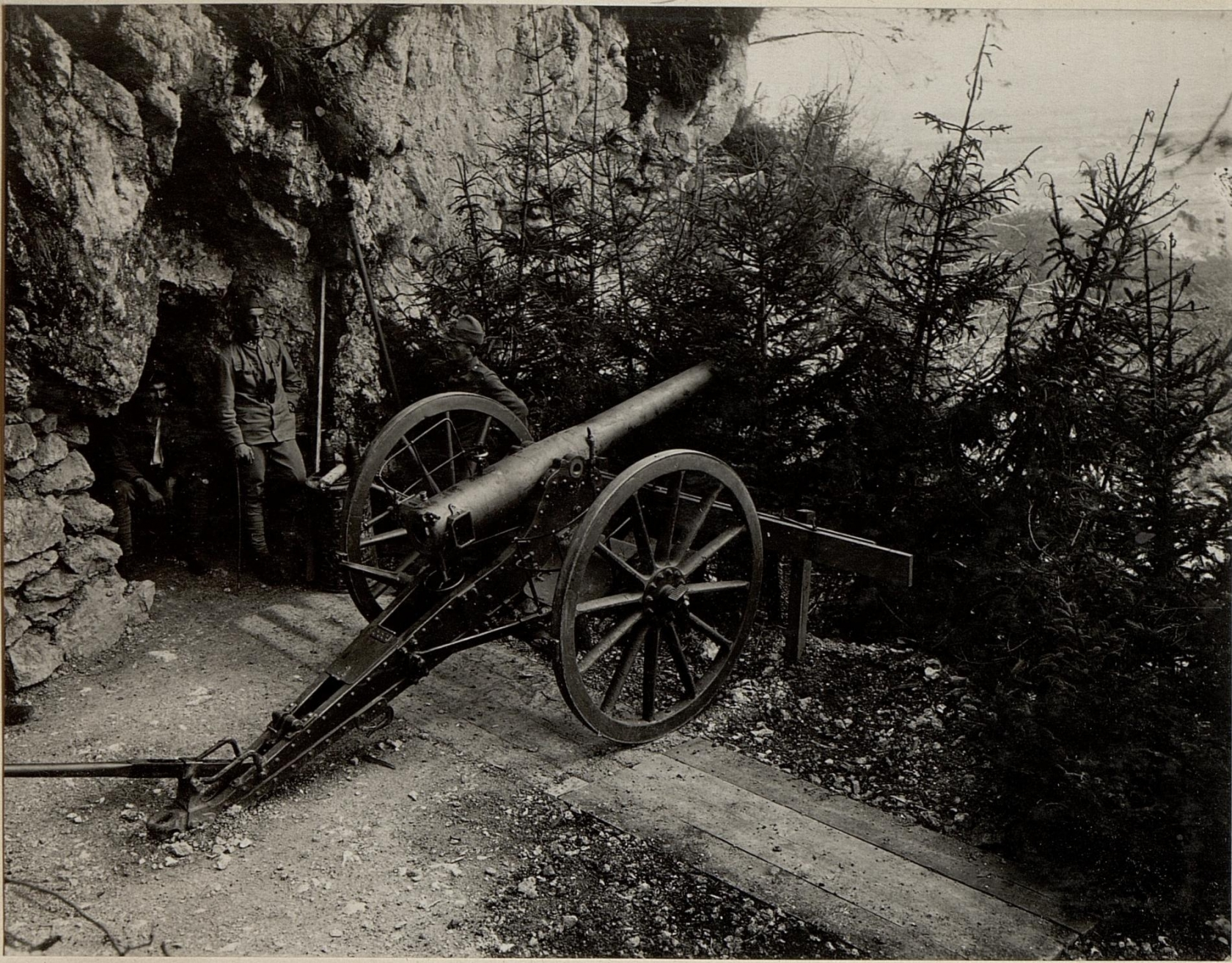
9 cm Feldkanone M. 75

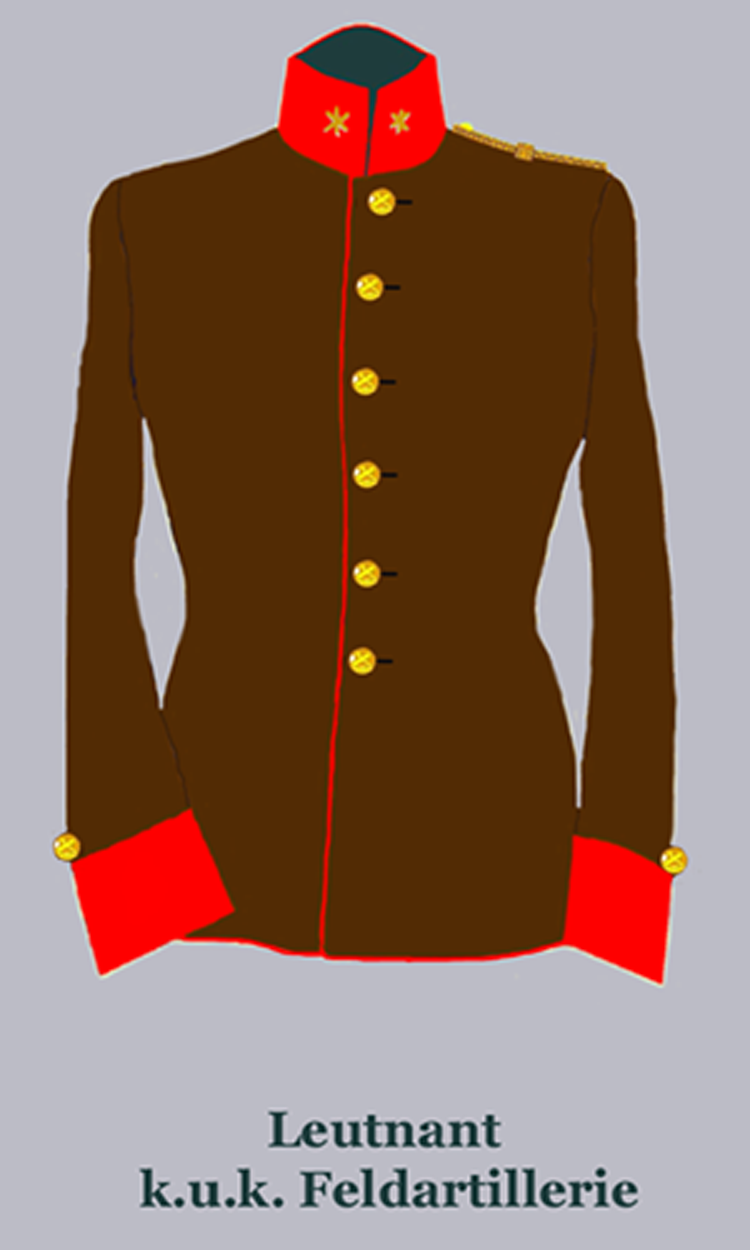
Waffenrock Leutnant
k.u.k. Feld-Artillerie

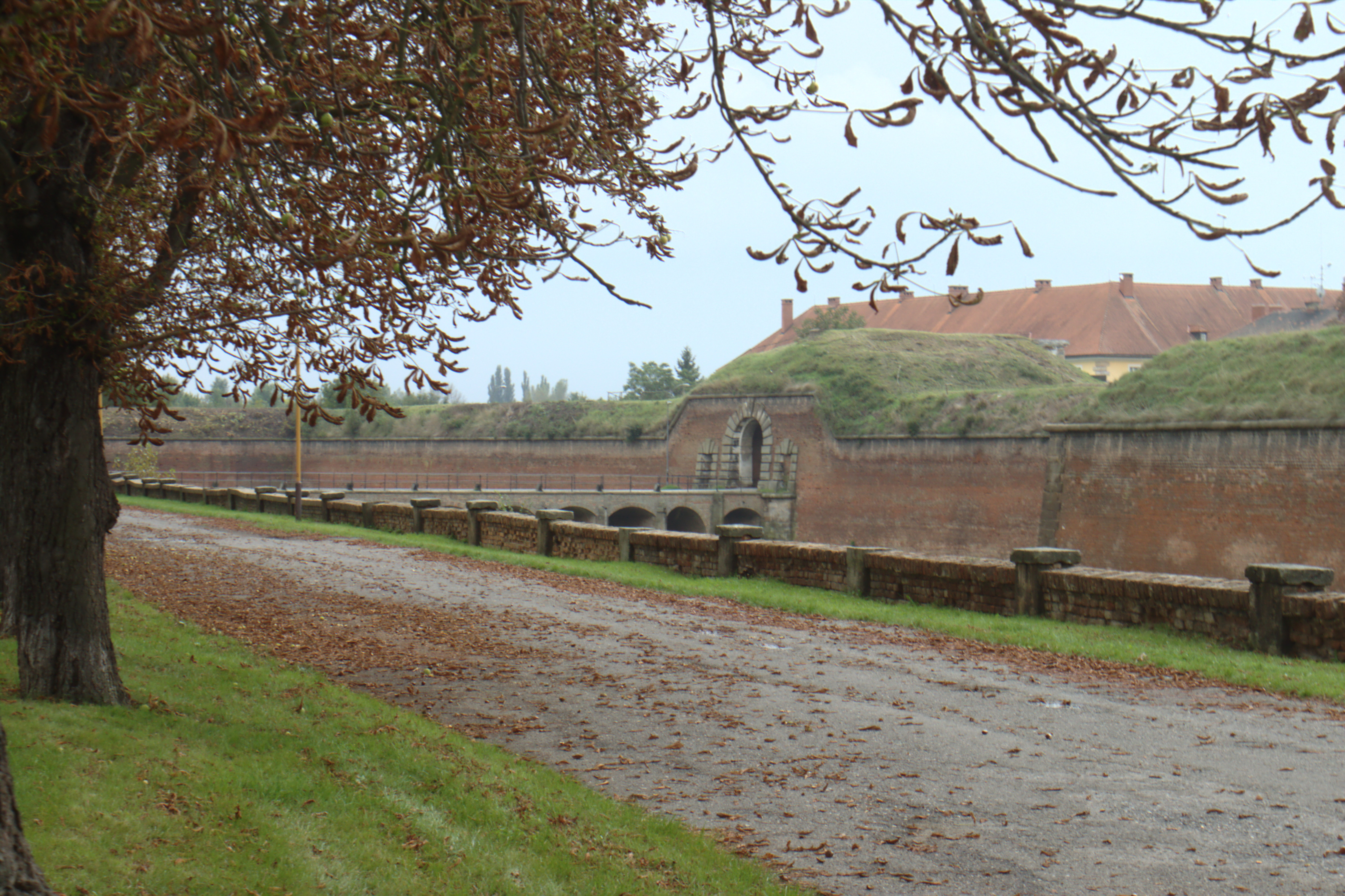
Festung Theresienstadt

- Feldkanonenregiment Nr. 1

Errichtet:1885 – I. Armeekorps – 1. Feldartillerie Brigade
Ergänzungsbezirk: Krakau
Nationalitäten: 49 % Polen – 27 % Deutsche – 24 % Andere
Garnison: Krakau
Kommandant: Oberst Alexander Ritter von Truszkowski
- Feldkanonenregiment Nr. 2

Errichtet:1885 – I. Armeekorps – 1. Feldartillerie Brigade
Ergänzungsbezirk: Krakau
Nationalitäten: 32 % Deutsche – 32 % Tschechen – 28 % Polen – 8 % Andere
Garnison: Olmütz
Kommandant: Oberst Heinrich von Naumann
- Feldkanonenregiment Nr. 3

Errichtet:1892 – I. Armeekorps – 1. Feldartillerie Brigade
Ergänzungsbezirk: Krakau
Nationalitäten: 47 % Polen – 28 % Deutsche – 20 % Tschechen – 5 % Andere
Garnison: Krakau
Kommandant: Oberstleutnant Paul Ritter Cyrus-Sobolewski von Sobolów
- Feldkanonenregiment Nr. 4

Errichtet:1885 – II. Armeekorps – 2. Feldartillerie Brigade
Ergänzungsbezirk: Wien
Nationalitäten: 83 % Deutsche – 17 % Andere
Garnison: Wien
Regimentssprache: deutsch
Kommandant: Oberst Michael Gärtner
- Feldkanonenregiment Nr. 5

Errichtet:1885 – II. Armeekorps – 2. Feldartillerie Brigade
Ergänzungsbezirk: Wien
Nationalitäten: 68 % Tschechen – 30 % Deutsche – 2 % Andere
Regimentssprache: tschechisch
Garnison: Brünn
Kommandant: Oberst Hugo Machaczek
- Feldkanonenregiment Nr. 6

Errichtet:1885 – II. Armeekorps – 2. Feldartillerie Brigade
Ergänzungsbezirk: Wien
Nationalitäten: 85 % Deutsche – 15 % Andere
Regimentssprache: deutsch
Garnison: Wiener Neustadt
Kommandant: Oberst Carl Wondre
- Feldkanonenregiment Nr. 7

Errichtet:1885 – III. Armeekorps – 3. Feldartillerie Brigade
Ergänzungsbezirk: Graz
Nationalitäten: 64 % Slowenen – 32 % Deutsche – 4 % Andere
Regimentssprache: slowenisch und deutsch
Garnison: Laibach
Kommandant: Oberst Georg Marjanovič
- Feldkanonenregiment Nr. 8

Errichtet:1885 – III. Armeekorps – 3. Feldartillerie Brigade
Ergänzungsbezirk: Graz
Nationalitäten: 56 % Slowenen – 22 % Deutsche – 22 % Andere
Regimentssprache: slowenisch
Garnison: Graz
Kommandant: Oberst Eduard Ritter von Ripper
- Feldkanonenregiment Nr. 9

Errichtet:1885 – III. Armeekorps – 3. Feldartillerie Brigade
Ergänzungsbezirk: Graz
Nationalitäten: 71 % Deutsche – 26 % Slowenen – 3 % Andere
Regimentssprache: deutsch
Garnison: Klagenfurt
Kommandant: Oberstleutnant Franz Steiner Edler von Treuendorf
- Feldkanonenregiment Nr. 10

Errichtet:1885 – IV. Armeekorps – 4. Feldartillerie Brigade
Ergänzungsbezirk: Budapest
Nationalitäten: 72 % Magyaren – 23 % Deutsche – 5 % Andere
Regimentssprache: ungarisch
Garnison: Budapest
Kommandant: Oberst Friedrich Schirza
- Feldkanonenregiment Nr. 11

Errichtet:1885 – IV. Armeekorps – 4. Feldartillerie Brigade
Ergänzungsbezirk: Budapest
Nationalitäten: 77 % Magyaren – 21 % Deutsche – 2 % Andere
Regimentssprache: ungarisch
Garnison: Hajmáskér Artilleriekaserne (Komitat Veszprém)
Kommandant: Oberstleutnant Eugen Müller
- Feldkanonenregiment Nr. 12

Errichtet:1885 – IV. Armeekorps – 4. Feldartillerie Brigade
Ergänzungsbezirk: Budapest
Nationalitäten: 83 % Magyaren – 17 % Andere
Regimentssprache: ungarisch
Garnison: Budapest
Kommandant: Oberstleutnant Ludwig Braun
- Feldkanonenregiment Nr. 13

Errichtet:1885 – V. Armeekorps – 5. Feldartillerie Brigade
Ergänzungsbezirk: Pozsony
Nationalitäten: 44 % Magyaren – 40 % Deutsche – 16 % Andere
Regimentssprache: ungarisch und deutsch
Garnison: Sopron
Kommandant: Oberst Ferdinand Zwiedinek Edler von Südenhorst und Schidlo
- Feldkanonenregiment Nr. 14

Errichtet:1885 – V. Armeekorps – 5. Feldartillerie Brigade
Ergänzungsbezirk: Pozsony
Nationalitäten: 62 % Slowaken – 22 % Magyaren – 16 % Andere
Regimentssprache: slowakisch
Garnison: Poszony
Kommandant: Oberstleutnant Joseph Kralowetz
- Feldkanonenregiment Nr. 15

Errichtet:1885 – V. Armeekorps – 5. Feldartillerie Brigade
Ergänzungsbezirk: Pozsony
Nationalitäten: 57 % Magyaren – 28 % Slowaken – 15 % Andere
Regimentssprache: ungarisch
Garnison: Komárom, heute Komárno, Slowakei
Kommandant: Oberst Eduard Kaufmann
- Feldkanonenregiment Nr. 16

Errichtet:1885 – VI. Armeekorps – 6. Feldartillerie Brigade
Ergänzungsbezirk: Kassa
Nationalitäten: 64 % Magyaren – 27 % Slowaken – 9 % Andere
Regimentssprache: ungarisch
Garnison: Losoncz (Komitat Neograd/Ungarn)
Kommandant: Oberstleutnant Carl Ritter Schiller von Schildenfeld
- Feldkanonenregiment Nr. 17

Errichtet:1885 – VI. Armeekorps – 6. Feldartillerie Brigade
Ergänzungsbezirk: Kassa
Nationalitäten: 86 % Magyaren – 14 % Andere
Regimentssprache: ungarisch
Garnison: Mikolcz
Kommandant: Oberst Franz Ulrich
- Feldkanonenregiment Nr. 18

Errichtet:1885 – VI. Armeekorps – 6. Feldartillerie Brigade
Ergänzungsbezirk: Kassa
Nationalitäten: 65 % Magyaren – 35 % Andere
Regimentssprache: ungarisch
Garnison: Eperjes
Kommandant: Oberstleutnant Hugo Bilimek
- Feldkanonenregiment Nr. 19

Errichtet:1885 – VII. Armeekorps – 7. Feldartillerie Brigade
Ergänzungsbezirk: Temesvár
Nationalitäten: 57 % Magyaren – 24 % Rumänen – 19 % Andere
Garnison: Nagyvárad
Kommandant: Oberstleutnant Nikolaus Lokoschan
- Feldkanonenregiment Nr. 20

Errichtet:1908 – VII. Armeekorps – 7. Feldartillerie Brigade
Ergänzungsbezirk: Temesvár
Nationalitäten: 40 % Deutsche – 32 % Magyaren – 28 % Andere
Garnison: Temesvár
Kommandant: Oberstleutnant Carl Hroch
- Feldkanonenregiment Nr. 21

Errichtet:1908 – VII. Armeekorps – 7. Feldartillerie Brigade
Ergänzungsbezirk: Temesvár
Nationalitäten: 44 % Rumänen – 26 % Magyaren – 25 % Deutsche – 5 % andere
Garnison: Stab, II. Div: Lugos – I. Div: Fehértemplom
Kommandant: Oberst Alfred Unschuld
- Feldkanonenregiment Nr. 22

Errichtet:1908 – VIII. Armeekorps – 8. Feldartillerie Brigade
Ergänzungsbezirk: Prag
Nationalitäten: 60 % Deutsche – 39 % Tschechen – 1 % Andere
Garnison: Pilsen
Kommandant: Oberst Johann Regnier
- Feldkanonenregiment Nr. 23

Errichtet:1908 – VIII. Armeekorps – 8. Feldartillerie Brigade
Ergänzungsbezirk: Prag
Nationalitäten: 72 % Tschechen – 27 % Deutsche – 1 % Andere
Garnison: Stab, I. Div: Prag – II. Div: Elbkosteletz
Kommandant: Oberst Carl Hinke
- Feldkanonenregiment Nr. 24

Errichtet:1908 – VIII. Armeekorps – 8. Feldartillerie Brigade
Ergänzungsbezirk: Prag
Nationalitäten: 70 % Tschechen – 28 % Deutsche – 2 % Andere
Garnison: Budweis
Kommandant: Oberstleutnant Adalbert Nobile de Giorgi
- Feldkanonenregiment Nr. 25

Errichtet:1908 – IX. Armeekorps – 9. Feldartillerie Brigade
Ergänzungsbezirk: Leitmeritz
Nationalitäten: 62 % Tschechen – 36 % Deutsche – 2 % andere
Garnison: Josephstadt
Kommandant: Oberstleutnant Joseph Strzizek
- Feldkanonenregiment Nr. 26

Errichtet:1908 – IX. Armeekorps – 9. Feldartillerie Brigade
Ergänzungsbezirk: Leitmeritz
Nationalitäten: 55 % Deutsche – 43 % Tschechen – 2 % Andere
Garnison: Theresienstadt
Kommandant: Oberstleutnant Oskar Heimerich
- Feldkanonenregiment Nr. 27

Errichtet:1908 – IX. Armeekorps – 9. Feldartillerie Brigade
Ergänzungsbezirk: Leitmeritz
Nationalitäten: 66 % Tschechen – 33 % Deutsche – 1 % Andere
Garnison: Königgrätz
Kommandant: Oberst August Blaha
- Feldkanonenregiment Nr. 28

Errichtet:1908 – X. Armeekorps – 10. Feldartillerie Brigade
Ergänzungsbezirk: Przemyśl
Nationalitäten: 60 % Ruthenen – 25 % Polen – 15 % Andere
Garnison: Przemysl
Kommandant: Oberst Kasimir Teichmann
- Feldkanonenregiment Nr. 29

Errichtet:1908 – X. Armeekorps – 10. Feldartillerie Brigade
Ergänzungsbezirk: Przemysl
Nationalitäten: 78 % Polen – 20 % Ruthenen – 2 % Andere
Garnison: Jaroslau
Kommandant: Oberst Johann Rosenzweig Edler von Powacht
- Feldkanonenregiment Nr. 30

Errichtet:1908 – X. Armeekorps – 10. Feldartillerie Brigade
Ergänzungsbezirk: Przemysl
Nationalitäten: 66 % Ruthenen – 34 % Andere
Garnison: Przemysl
Kommandant: Oberst Adolf Eschelmüller
- Feldkanonenregiment Nr. 31

Errichtet:1908 – XI. Armeekorps – 11. Feldartillerie Brigade
Ergänzungsbezirk: Lemberg
Nationalitäten: 69 % Ruthenen – 31 % Andere
Garnison: Stanislau
Kommandant: Oberst Johann Michalek
- Feldkanonenregiment Nr. 32

Errichtet:1908 – XI. Armeekorps – 11. Feldartillerie Brigade
Ergänzungsbezirk: Lemberg
Nationalitäten: 55 % Ruthenen – 25 % Polen – 20 % Andere
Garnison: Lemberg
Kommandant: Oberstleutnant Johann Ritter von Romer
- Feldkanonenregiment Nr. 33

Errichtet:1908 – XI. Armeekorps – 11. Feldartillerie Brigade
Ergänzungsbezirk: Lemberg
Nationalitäten: 43 % Ruthenen – 27 % Deutsche – 30 % Andere
Garnison: Stanislau
Kommandant: Oberstleutnant Ferdinand Scholz
- Feldkanonenregiment Nr. 34

Errichtet:1908 – XII. Armeekorps – 12. Feldartillerie Brigade
Ergänzungsbezirk: Nagyszeben
Nationalitäten: 60 % Magyaren – 20 % Rumänen – 20 % Andere
Garnison: Brassó
Kommandant: Oberst Emmanuel Werz
- Feldkanonenregiment Nr. 35

Errichtet:1908 – XII. Armeekorps – 12. Feldartillerie Brigade
Ergänzungsbezirk: Nagyszeben
Nationalitäten: 41 % Rumänen – 36 % Magyaren – 23 % Andere
Garnison: Kolozsvár
Kommandant: Oberst Alfred Gröschl
- Feldkanonenregiment Nr. 36

Errichtet:1908 – XII. Armeekorps – 12. Feldartillerie Brigade
Ergänzungsbezirk: Nagyszeben
Nationalitäten: 44 % Rumänen – 28 % Magyaren – 23 % Deutsche – 5 % Andere
Garnison: Nagyszeben
Kommandant: Oberst Wendelin Hojer
- Feldkanonenregiment Nr. 37

Errichtet:1908 – XIII. Armeekorps – 13. Feldartillerie Brigade
Ergänzungsbezirk: Agram
Nationalitäten: 88 % Serben/Croaten – 12 % Andere
Garnison: Agram
Kommandant: Oberst Julius Steinhauser
- Feldkanonenregiment Nr. 38

Errichtet:1908 – XIII. Armeekorps – 13. Feldartillerie Brigade
Ergänzungsbezirk: Agram
Nationalitäten: 63 % Serben/Croaten – 24 % Deutsche – 13 % Andere
Garnison: Esseg
Kommandant: Oberst Wilhelm Soppe
- Feldkanonenregiment Nr. 39

Errichtet:1908 – XIII. Armeekorps – 13. Feldartillerie Brigade
Ergänzungsbezirk: Agram
Nationalitäten: 66 % Serben/Croaten – 34 % Andere
Garnison: Warasdin
Kommandant: Oberstleutnant Joseph Müller Edler von Müllenegg
- Feldkanonenregiment Nr. 40

Errichtet:1908 – XIV. Armeekorps – 14. Feldartillerie Brigade
Ergänzungsbezirk: Innsbruck
Nationalitäten: 93 % Deutsche – 7 % Andere
Garnison: Stab, II. Div: Linz I. Div: Wels
Kommandant: Oberst Eugen Brunswick von Korompa
- Feldkanonenregiment Nr. 41

Errichtet:1908 – XIV. Armeekorps – 14. Feldartillerie Brigade
Ergänzungsbezirk: Innsbruck
Nationalitäten: 98 % Deutsche – 2 % Andere
Garnison: Salzburg
Kommandant: Oberstleutnant Viktor Primavesi
- Feldkanonenregiment Nr. 42

Errichtet:1908 – XIV. Armeekorps – 14. Feldartillerie Brigade
Ergänzungsbezirk: Wien
Nationalitäten: 86 % Deutsche – 14 % Andere
Garnison: Steyr
Kommandant: Oberst Adalbert Ritter Mikowetz von Minkewitz

## Feldhaubitzregimenter (Korpsartillerie)

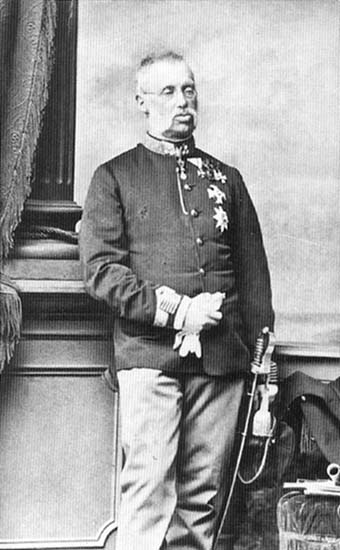
Erzherzog Albrecht K.H.
Immerwährender Oberstinhaber des Feldhaubitz Regiments Nr. 5

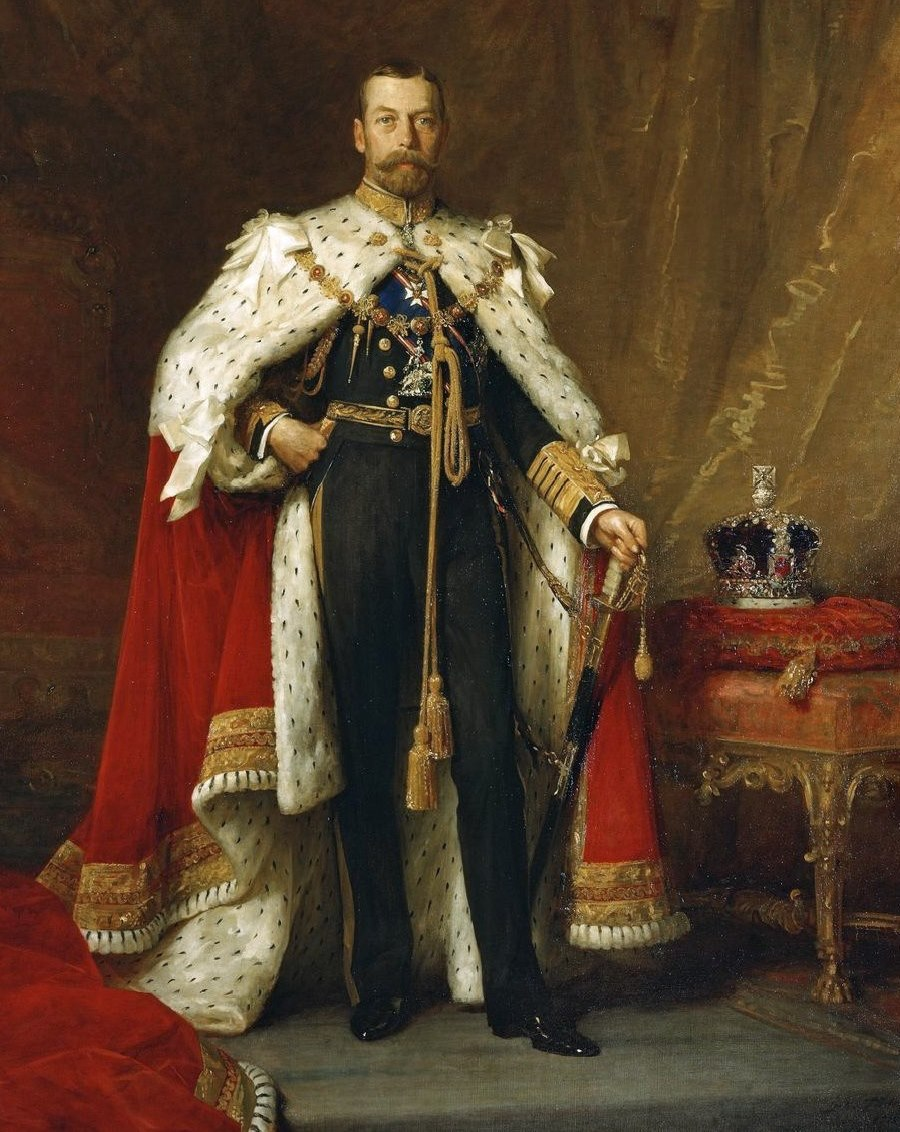
Oberstinhaber FhRgt 12
König Georg V.

- Feldhaubitzregiment „Sergius Michailowitsch Großfürst von Rußland“ Nr. 1

Errichtet: 1854 – I. Armeekorps
Ergänzungsbezirk: Krakau
Nationalitäten: 44 % Polen – 27 % Deutsche – 29 % Andere
Garnison: Krakau
Kommandant: Oberstleutnant Otto Lössl-Scheuch
- Feldhaubitzregiment „Graf von Geldern-Egmond“ Nr. 2

Errichtet: 1854 – II. Armeekorps
Ergänzungsbezirk: Wien
Nationalitäten: 29 % Tschechen – 67 % Deutsche – 4 % Andere
Garnison: Wien
Kommandant: Oberst Joseph Reisinger

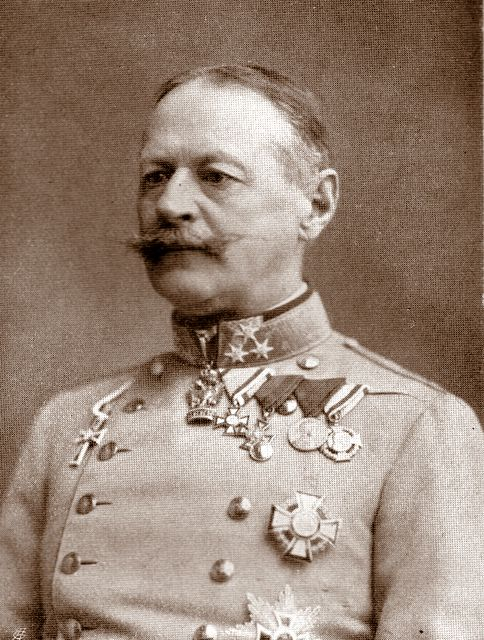
Oberstinhaber FHaubRgt 14
Gen. von Krobatin

- Feldhaubitzregiment „Erzherzog Wilhelm“ Nr. 3

Errichtet: 1908 – III. Armeekorps
Ergänzungsbezirk: Graz
Nationalitäten: 80 % Deutsche – 20 % Andere
Garnison: Marburg
Kommandant: Oberstleutnant Johann Freiherr Bibra von Gleichwiesen
- Feldhaubitzregiment  Nr. 4

Errichtet: 1908 – IV. Armeekorps
Ergänzungsbezirk: Budapest
Nationalitäten: 79 % Magyaren – 21 % Andere
Garnison: Budapest
Kommandant: Oberst August Kreyčy
- Feldhaubitzregiment „Erzherzog Albrecht“ Nr. 5

Errichtet: 1908 – V. Armeekorps
Ergänzungsbezirk: Pozsony
Nationalitäten: 63 % Slowaken – 37 % Andere
Garnison: Pozsony
Kommandant: Oberstleutnant Stephan Rukavina von Liebstadt
- Feldhaubitzregiment „Erzherzog Franz Ferdinand“ Nr. 6

Errichtet: 1908 – VI. Armeekorps
Ergänzungsbezirk: Kassa
Nationalitäten: 75 % Magyaren – 25 % Andere
Garnison: Kassa
Kommandant: Oberstleutnant Wilhelm Reichenauer

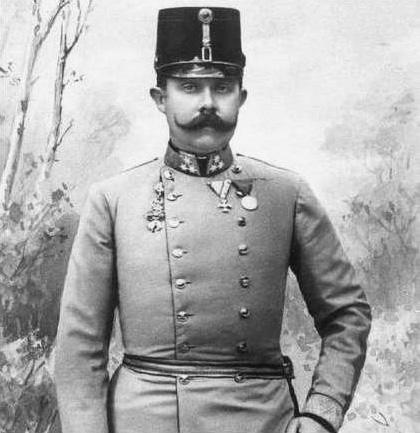
Oberstinhaber FhRgt 6
Gen. Erzherzog Franz Ferdinand K.H.

- Feldhaubitzregiment „Leopold Prinz von Bayern“ Nr. 7

Errichtet: 1908 – VII. Armeekorps
Ergänzungsbezirk: Temesvár
Nationalitäten: 25 % Magyaren – 43 % Deutsche – 24 % Ruthenen – 8 % Andere
Garnison: Temesvár
Kommandant: Oberst Dominik Žagar
- Feldhaubitzregiment „Kaiser“ Nr. 8

Errichtet: 1908 – VIII. Armeekorps
Ergänzungsbezirk: Prag
Nationalitäten: 88 % Deutsche – 12 % Andere
Garnison: Prag
Kommandant: Oberst Franz Edler von Portenschlag-Ledermayr
- Feldhaubitzregiment „Joseph Wenzel Fürst von Liechtenstein“ Nr. 9

Errichtet: 1908 – IX. Armeekorps
Ergänzungsbezirk: Leitmeritz
Nationalitäten: 35 % Deutsche – 63 % Tschechen – 2 % Andere
Garnison: Josephstadt
Kommandant: Oberst Joseph Wosáhlo
- Feldhaubitzregiment Nr. 10

Errichtet: 1908 – X. Armeekorps
Ergänzungsbezirk: Przemysl
Nationalitäten: 76 % Polen – 24 % Andere
Garnison: Przemysl
Kommandant: Oberst Rudolf Lechner
- Feldhaubitzregiment „Freiherr von Smola“ Nr. 11

Errichtet: 1908 – XI. Armeekorps
Ergänzungsbezirk: Lemberg
Nationalitäten: 52 % Ruthenen – 33 % Polen – 15 % Andere
Garnison: Lemberg
Kommandant: Oberstleutnant Alois Vollgruber
- Feldhaubitzregiment „Georg V. König von Großbritannien, Hannover und Irland, Kaiser von Indien“ Nr. 12

Errichtet: 1908 – XII. Armeekorps
Ergänzungsbezirk: Nagyszeben
Nationalitäten: 39 % Magyaren – 31 % Deutsche – 22 % Rumänen – 8 % Andere
Garnison: Nagyszeben
Kommandant: Oberst Carl Kratky
- Feldhaubitzregiment „Erzherzog Leopold Salvator“ Nr. 13

Errichtet: 1908 – XIII. Armeekorps
Ergänzungsbezirk: Agram
Nationalitäten: 72 %  Serben/Croaten – 28 % Andere
Garnison: Agram
Kommandant: Oberst Eduard Ritter Jemrich von der Bresche
- Feldhaubitzregiment „Ritter von Krobatin“ Nr. 14

Errichtet: 1908 – XIV. Armeekorps
Ergänzungsbezirk: Wien
Nationalitäten: 97 % Deutsche – 3 % Andere
Garnison: Innsbruck
Kommandant: Oberst Ludwig David

## Reitende Artilleriedivisionen (Korpsartillerie)
- Reitende Artilleriedivision Nr. 1

Errichtet: 1908 – I. Armeekorps
Ergänzungsbezirk: Krakau
Nationalitäten: 50 % Polen – 22 % Deutsche – 20 % Tschechen – 8 % Andere
Garnison: Krakau
Kommandant: Major Ignaz Ledóchowski
- Reitende Artilleriedivision Nr. 2

Errichtet: 1908 – II. Armeekorps
Ergänzungsbezirk: Wien
Nationalitäten: 70 % Deutsche – 28 % Tschechen – 2 % Andere
Garnison: Wien
Kommandant: Hauptmann Carl Chevalier Hervay-Kirchberg
- Reitende Artilleriedivision Nr. 4

Errichtet: 1908 – IV. Armeekorps
Ergänzungsbezirk: Budapest
Nationalitäten: 87 % Magyaren – 13 % Andere
Garnison: Budapest
Kommandant: Major Johann Sponer
- Reitende Artilleriedivision Nr. 5

Errichtet: 1908 – V. Armeekorps
Ergänzungsbezirk: Pozsony
Nationalitäten: 70 % Slowaken – 30 % Andere
Garnison: Komaróm
Kommandant: Oberst Rudolf Uherek
- Reitende Artilleriedivision Nr. 6

Errichtet: 1908 – VI. Armeekorps
Ergänzungsbezirk: Kassa
Nationalitäten: 70 % Slowaken – 30 % Andere
Garnison: Miskolc
Kommandant: Major Andreas Reutter
- Reitende Artilleriedivision Nr. 7

Errichtet: 1908 – VII. Armeekorps
Ergänzungsbezirk: Temesvár
Nationalitäten: 40 % Magyaren – 30 % Deutsche – 20 % Rumänen – 10 % Andere
Garnison: Kisszentmiklós (Klein-Sanktnikolaus/Banat)
Kommandant: Major Emil Bugarin Edler von Sokolplanina
- Reitende Artilleriedivision Nr. 10

Errichtet: 1908 – X. Armeekorps
Ergänzungsbezirk: Przemysl
Nationalitäten: 57 % Polen – 36 % Ruthenen – 7 % Andere
Garnison: Jaroslau
Kommandant: Oberstleutnant Franz Gross
- Reitende Artilleriedivision Nr. 11

Errichtet: 1908 – XI. Armeekorps
Ergänzungsbezirk: Lemberg
Nationalitäten: 36 % Polen – 57 % Ruthenen – 7 % Andere
Garnison: Lemberg
Kommandant: Major Franz Dobringer

## Schwere Haubitzdivisionen (Korpsartillerie)
- Schwere Haubitzdivision Nr. 1

Errichtet: 1912 – I. Armeekorps – 1. Artilleriebrigade
Ergänzungsbezirk: Krakau
Nationalitäten: 40 % Polen – 21 % Ruthenen – 34 % Andere
Garnison: Krakau
Kommandant: Oberst Julius Kramař
- Schwere Haubitzdivision Nr. 2

Errichtet: 1912 – II. Armeekorps – 2. Artilleriebrigade
Ergänzungsbezirk: Wien
Nationalitäten: 68 % Deutsche – 28 % Tschechen – 4 % Andere
Garnison: Wien
Kommandant: Major Maximilian Müller
- Schwere Haubitzdivision Nr. 3

Errichtet: 1912 – III. Armeekorps – 3. Artilleriebrigade
Ergänzungsbezirk: Graz
Nationalitäten: 41 % Deutsche – 48 % Slowaken – 11 % Andere
Garnison: Wippach
Kommandant: Oberstleutnant Rudolf Assmann
- Schwere Haubitzdivision Nr. 4

Errichtet: 1912 – IV. Armeekorps – 4. Artilleriebrigade
Ergänzungsbezirk: Budapest
Nationalitäten: 78 % Magyaren – 22 % Andere
Garnison:  Hajmáskér – (Artilleriekaserne)
Kommandant: Oberstleutnant Wilhelm Lang
- Schwere Haubitzdivision Nr. 5

Errichtet: 1912 – V. Armeekorps – 5. Artilleriebrigade
Ergänzungsbezirk: Pozsony
Nationalitäten: 55 % Magyaren – 24 % Slowaken – 21 % Andere
Garnison: Komaróm
Kommandant: Major Rudolf Gruner
- Schwere Haubitzdivision Nr. 6

Errichtet: 1912 – VI. Armeekorps – 6. Artilleriebrigade
Ergänzungsbezirk: Kaschau
Nationalitäten: 72 % Magyaren – 28 % Andere
Garnison: Kaschau
Kommandant: Oberstleutnant Ferdinand Radl
- Schwere Haubitzdivision Nr. 7

Errichtet: 1912 – VII. Armeekorps – 7. Artilleriebrigade
Ergänzungsbezirk: Temesvár
Nationalitäten: 35 % Magyaren – 23 % Rumänen – 21 % Deutsche – 21 % Andere
Garnison: Fünfkirchen
Kommandant: Oberst Adolf Bauzher
- Schwere Haubitzdivision Nr. 8

Errichtet: 1912 – VIII. Armeekorps – 8. Artilleriebrigade
Ergänzungsbezirk: Prag
Nationalitäten: 60 % Tschechen – 35 % Deutsche – 5 % Andere
Garnison: Prag
Kommandant: Oberst Carl Petersilka
- Schwere Haubitzdivision Nr. 9

Errichtet: 1912 – IX. Armeekorps – 9. Artilleriebrigade
Ergänzungsbezirk: Leitmeritz
Nationalitäten: 54 % Tschechen – 41 % Deutsche – 5 % Andere
Garnison: Theresienstadt
Kommandant: Oberstleutnant Carl Raser
- Schwere Haubitzdivision Nr. 10

Errichtet: 1912 – X. Armeekorps – 10. Artilleriebrigade
Ergänzungsbezirk: Przemyśl
Nationalitäten: 46 % Ruthenen – 28 % Polen – 26 % Andere
Garnison: Przemysl
Kommandant: Oberstleutnant Emil Wolff
- Schwere Haubitzdivision Nr. 11

Errichtet: 1912 – XI. Armeekorps – 11. Artilleriebrigade
Ergänzungsbezirk: Lemberg
Nationalitäten: 46 % Ruthenen – 28 % Polen – 26 % Andere
Garnison: Lemberg
Kommandant: Oberstleutnant Julian Ritter von Seňkowski
- Schwere Haubitzdivision Nr. 12

Errichtet: 1912 – XII. Armeekorps – 12. Artilleriebrigade
Ergänzungsbezirk: Nagyszeben
Nationalitäten: 41 % Magyaren – 35 % Rumänen – 24 % Andere
Garnison: Nagyszeben
Kommandant: Major Wilhelm Rükauf
- Schwere Haubitzdivision Nr. 13

Errichtet: 1912 – XIII. Armeekorps – 13. Artilleriebrigade
Ergänzungsbezirk: Agram
Nationalitäten: 82 % Serben/Croaten – 18 % Andere
Garnison: Agram
Kommandant: Oberstleutnant Gustav Wacha
- Schwere Haubitzdivision Nr. 14

Errichtet: 1912 – XIV. Armeekorps – 14. Artilleriebrigade
Ergänzungsbezirk: Wien
Nationalitäten: 95 % Deutsche – 5 % Andere
Garnison: Vill
Kommandant: Oberstleutnant Joseph Holmberg

## Festungsartillerie (6 Regimenter und 8 selbstst. Bataillone)
- Niederösterreich-Mährisches Festungsartillerie Regiment „Kaiser“ Nr. 1

Errichtet: 1891 – II. Armeekorps – 1. Festungsartillerie Brigade
Nationalitäten: 74 % Deutsche – 23 % Tschechen – 3 % Verschiedene
Ergänzungsbezirk: Wien
Garnison: Wien
Kommandant: Oberstleutnant Anton Fejfar

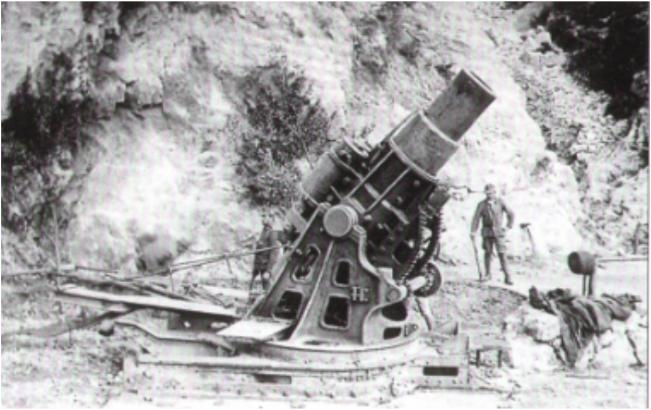
30,5 cm Mörser eines Festungsartillerieregiments

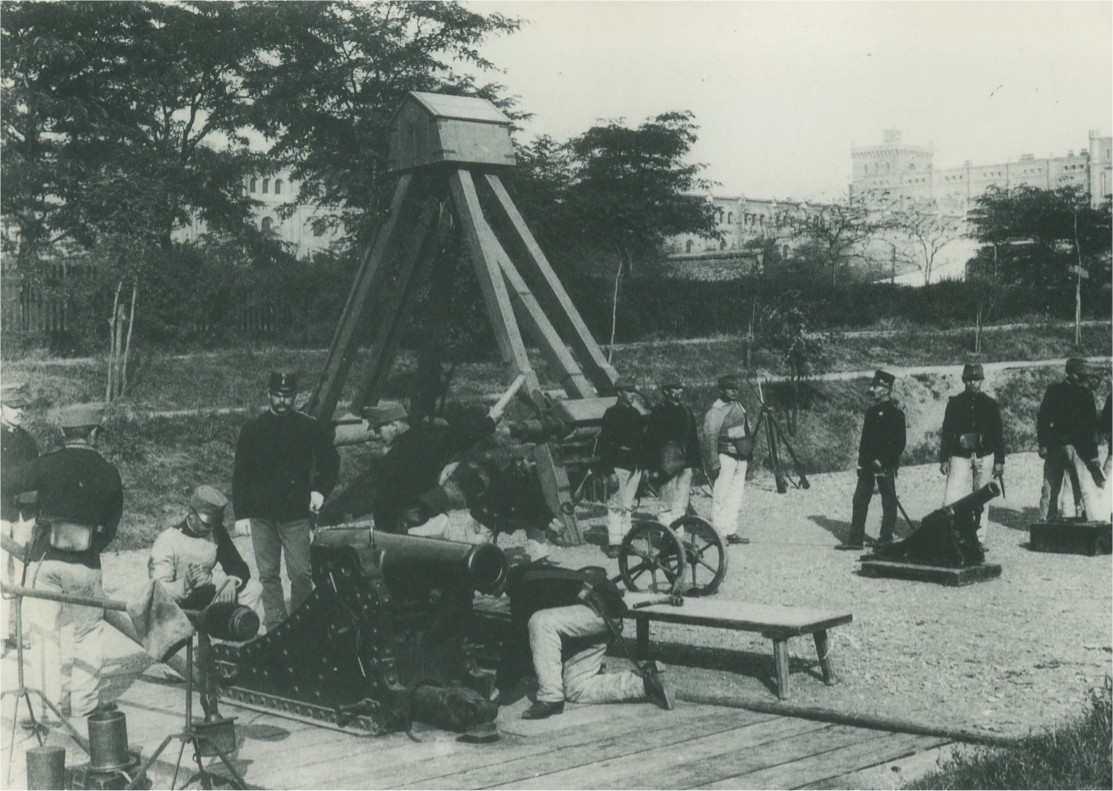
Schwere Haubitzen

- Mährisch-Galizisches Festungsartillerie Regiment „Freiherr von Beschi“ Nr. 2

Errichtet: 1891 – I. Armeekorps – 2. Festungsartillerie Brigade
Nationalitäten: 38 % Polen – 32 % Deutsche – 27 % Tschechen – 3 % Andere
Ergänzungsbezirk: Krakau
Garnison: Krakau
Kommandant: Oberst Johann Smrcek
- Böhmisch-Galizisches Festungsartillerie Regiment „Fürst Kinsky“ Nr. 3

Errichtet: 1891 – X. Armeekorps – 10. Feldartillerie Brigade
Nationalitäten: 50 % Ruthenen – 25 % Polen – 25 % Andere
Ergänzungsbezirk: Lemberg
Garnison: Przemyśl
Kommandant: Oberst Nikolaus Hölscher
- Steirisch-Krainerisches Festungsartillerie Regiment „Graf Colloredo-Mels“ Nr. 4

Errichtet: 1891 – III. Armeekorps – 4. Festungsartillerie Brigade
Nationalitäten: 35 % Deutsche – 26 % Slowenen – 39 % Andere
Ergänzungsbezirk: Wien u. Graz
Garnison: Pola
Kommandant: Oberst Robert Kleinschnitz
- Steirisch-Kärntnerisches Festungsartillerie Regiment „Freiherr von Rouvroy“ Nr. 5

Errichtet: 1891 – XIV. Armeekorps – 5. Gebirgsbrigade
Nationalitäten: 26 % Magyaren – 24 % Deutsche – 50 % Andere
Ergänzungsbezirk: Temesvár
Garnison: Stab, I. Baon: Teodo – II. Baon: Castelnuovo – III.Div: Luštica (Bucht von Kotor / Montenegro)
Kommandant: Oberstleutnant Illuscig Jeusceg
- Ungarisches Festungsartillerie Regiment „Edler von Kollarz“ Nr. 6

Errichtet: 1891
Stab / 2.Komp. - V. Armeekorps – 5. Feldartillerie Brigade
II. Baon – IV.Armeekorps – 4. Feldartillerie Brigade
Nationalitäten: 54 % Magyaren – 24 % Deutsche – 22 % Andere
Ergänzungsbezirk: Pozsony
Garnison: Stab: Komárom, heute Komárno, Slowakei – I. Baon: Peterwardein – II. Baon: Budapest
Kommandant: Oberstleutnant Adolf Koblischek
- Oberösterreichisch-Salzburgisches Festungsartillerie Bataillon Nr. 1

Errichtet: 1891 – XIV. Armeekorps
Nationalitäten: 94 % Deutsche – 6 % Andere
Ergänzungsbezirk: Innsbruck
Garnison: Brixen
Kommandant: Oberstleutnant Wladimir Pirnat
- Ungarisches Festungsartillerie Bataillon Nr. 2

Errichtet: 1891 – XV. Armeekorps
Nationalitäten: 36 % Rumänen – 34 % Magyaren – 22 % Deutsche – 8 % Andere
Ergänzungsbezirk: Nagyszeben
Garnison: Mostar
Kommandant: Oberstleutnant Carl Reinwarth
- Ungarisches Festungsartillerie Bataillon Nr. 3

Errichtet: 1891 – XV. Armeekorps
Nationalitäten: 23 % Slowenen – 32 % Magyaren – 40 % Deutsche – 5 % Andere
Ergänzungsbezirk: Pozsony
Garnison: Pola
Kommandant: Oberstleutnant Alois Meyer
- Böhmisches Festungsartillerie Bataillon Nr. 4

Errichtet: 1909 – III. Armeekorps
Nationalitäten: 34 % Tschechen – 64 % Deutsche – 2 % Andere
Ergänzungsbezirk: Leitmeritz
Garnison: Riva
Kommandant: Oberstleutnant Adolf Günther
- Galizisches Festungsartillerie Bataillon Nr. 5

Errichtet: 1911 – XIV. Armeekorps
Nationalitäten: 32 % Deutsche – 32 % Polen – 31 % Tschechen – 5 % Andere
Ergänzungsbezirk: Krakau
Garnison: Trient
Kommandant: Oberstleutnant Hugo Müller
- Galizisch-Ruthenisches Festungsartillerie Bataillon Nr. 6

Errichtet: 1911 – XIV. Armeekorps
Nationalitäten: 31 % Deutsche – 31 % Polen – 38 % Andere
Ergänzungsbezirk: Krakau / Lemberg / Przemysl / Innsbruck
Garnison: Chiesa di Lavarone (Welschtirol)
Kommandant: Oberstleutnant Alfred Poliak
- Ungarisches Festungsartillerie Bataillon Nr. 7

Errichtet: 1911 – XIV. Armeekorps
Nationalitäten: 25 % Deutsche – 54 % Magyaren – 21 % Andere
Ergänzungsbezirk: Budapest / Pozsony
Garnison:  Male  (Val di Sole)
Kommandant: Oberstleutnant Johann Schön
- Steirisches Festungsartillerie Bataillon Nr. 8

Errichtet: 1913 – III. Armeekorps
Nationalitäten: 41 % Deutsche – 48 % Slowenen – 11 % Andere
Ergänzungsbezirk: Graz
Garnison: Haidenschaft
Kommandant: Oberstleutnant Albert Langer

## Gebirgsartillerie
- Gebirgsartillerie Regiment Nr. 3

Errichtet: 1908 – III. Armeekorps
Nationalitäten: 41 % Deutsche – 48 % Slowenen – 11 % Andere
Ergänzungsbezirk: Graz
Garnison: Villach
Kommandant: Oberst Hugo Steinhardt
- Gebirgsartillerie Regiment Nr. 4

Errichtet: 1913 – IV. Armeekorps
Nationalitäten: 78 % Magyaren – 22 % Andere
Ergänzungsbezirk: Budapest
Garnison: Stab: Nevesinje – Kanonen Division: Bileca (bei Trebinje)- Haubitzdivision: Spittal an der Drau
Kommandant: Oberstleutnant Adolf Duras
Gebirgsartillerie Regiment Nr. 6
Errichtet: 1913 – VI. Armeekorps
Nationalitäten: 72 % Magyaren – 28 % Andere
Ergänzungsbezirk: Kassa
Garnison: Stab, Haubitzdivision: Travnik – Kanonendivision:Sarajevo
Kommandant: Oberstleutnant Ferdinand Moosbrugger
- Gebirgsartillerie Regiment Nr. 7

Errichtet: 1913 – VII. Armeekorps
Nationalitäten: 35 % Magyaren – 23 % Rumänen – 21 % Deutsche – 21 % Andere
Ergänzungsbezirk: Temesvár
Garnison: Mostar
Kommandant: Oberstleutnant Ottokar Kubesch
- Gebirgsartillerie Regiment Nr. 8

Errichtet: 1913 – VIII. Armeekorps
Nationalitäten: 60 % Tschechen – 35 % Deutsche – 5 % Andere
Ergänzungsbezirk: Prag
Garnison: Brixen
Kommandant: Oberstleutnant Franz Dobner von Dobenau
- Gebirgsartillerie Regiment Nr. 10

Errichtet: 1913 – X. Armeekorps
Nationalitäten: 46 % Ruthenen – 28 % Polen – 26 % Andere
Ergänzungsbezirk: Przemyśl
Garnison: Stab: Tuzla – Kanonendivision: Višegrad – Haubitzdivision: Rovereto
Kommandant: Oberstleutnant Leo von Smekal
- Gebirgsartillerie Regiment Nr. 11

Errichtet: 1913 – XI. Armeekorps
Nationalitäten: 46 % Ruthenen – 28 % Polen – 26 % Andere
Ergänzungsbezirk: Lemberg
Garnison: Stab, Haubitzdivision: Sarajevo – Kanonendivision: Foča
Kommandant: Oberst Ferdinand Wiedersperger von Wiedersperg
- Gebirgsartillerie Regiment Nr. 12

Errichtet: 1913 – XII. Armeekorps
Nationalitäten: 41 % Magyaren – 35 % Rumänen – 24 % Andere
Ergänzungsbezirk: Nagyszeben
Garnison: Tuzla
Kommandant: Oberstleutnant Franz Murko
- Gebirgsartillerie Regiment Nr. 13

Errichtet: 1913 – XII. Armeekorps
Nationalitäten: 82 % Serben/Croaten – 18 % Andere
Ergänzungsbezirk: Agram
Garnison: Stab: Castelnuovo – Kanonendivision: Trebinje – Haubitzdivision: Baosic (Bucht von Kotor)
Kommandant: Oberst Friedrich Neumann
- Tiroler u. Vorarlberger Gebirgsartillerie Regiment „Kaiser“ Nr. 14

Errichtet: 1913 – XIV. Armeekorps
Nationalitäten: 98 % Deutsche – 2 % Andere
Ergänzungsbezirk: Innsbruck
Garnison: Festung Trient
Kommandant: Oberst Ernst Edler von Terboglaw
- Selbstständige Gebirgskanonen Division

Errichtet: 1913 – XVI. Armeekorps
Nationalitäten: 92 % Serben/Croaten – 8 % Andere
Ergänzungsbezirk: Ragusa
Garnison: Sinj
Kommandant: Major Hugo Fiebinger

## Sappeure

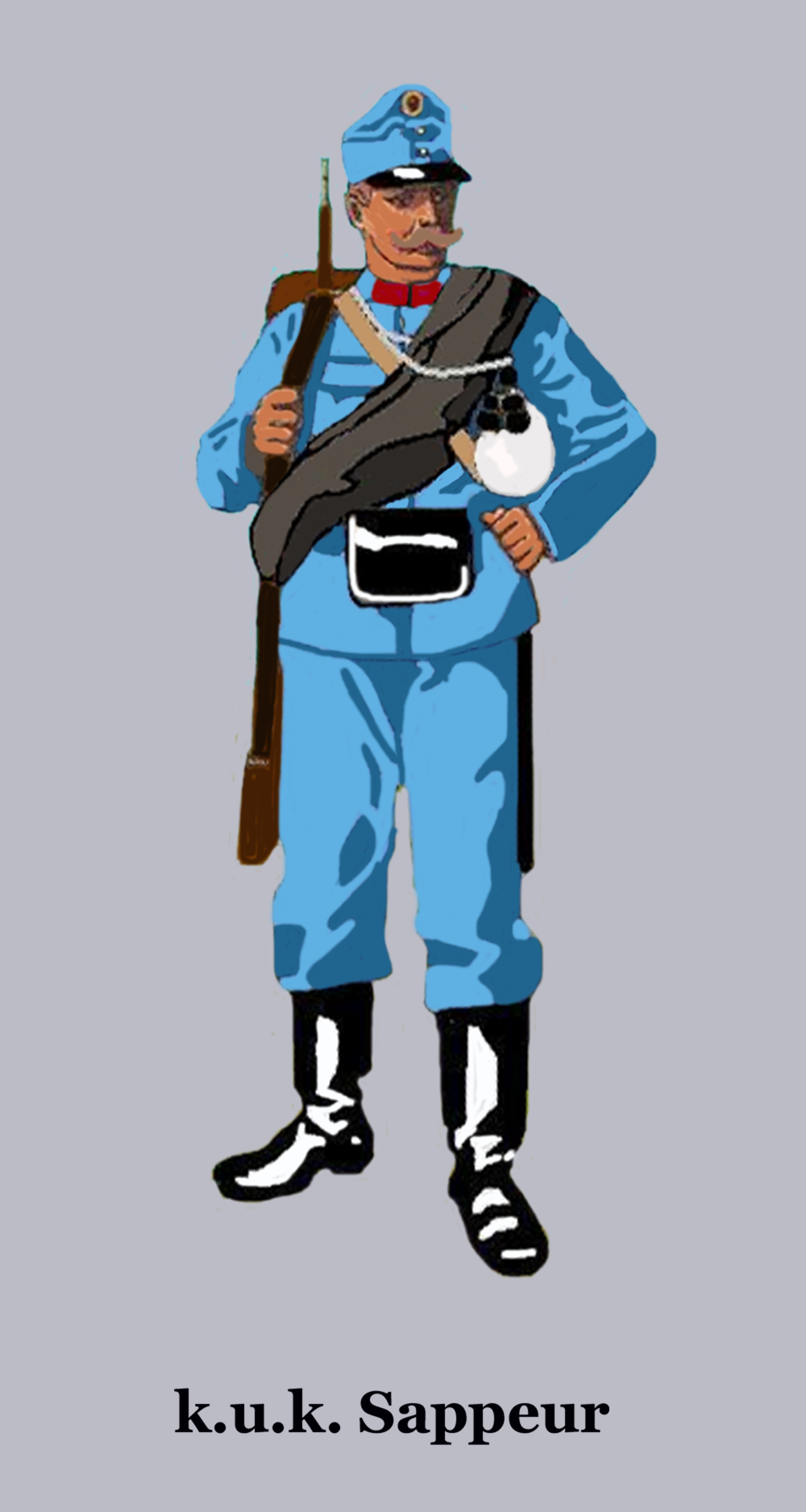
Sappeur in Marschadjustierung

- Sappeurbataillon Nr. 1

Errichtet: 1912 – I. Armeekorps – 23. Infanterie-Brigade
Nationalitäten: 50 % Polen – 23 % Deutsche – 23 % Tschechen – 4 % Andere
Garnison: Krakau
Kommandant: Major Vinzenz Reimer
- Sappeurbataillon Nr. 2

Errichtet: 1912 – II. Armeekorps – 50. Infanterie-Brigade
Nationalitäten: 82 % Deutsche – 18 % Andere
Garnison: Krems
Kommandant: Major Rudolf Herkner
- Sappeurbataillon Nr. 3

Errichtet: 1912 – III. Armeekorps – 56. Infanterie-Brigade
Nationalitäten: 48 % Deutsche – 45 % Slowenen – 7 % Andere
Garnison: Görz
Kommandant: Major Leo Maschek
- Sappeurbataillon Nr. 4

Errichtet: 1912 – III. Armeekorps – 12. Infanterie-Brigade
Nationalitäten: 20 % Deutsche – 74 % Magyaren – 6 % Andere
Garnison: Villach
Kommandant: Major Franz Wagner
- Sappeurbataillon Nr. 5

Errichtet: 1912 – V. Armeekorps – 66. Infanterie-Brigade
Nationalitäten: 40 % Deutsche – 32 % Magyaren – 23 % Slowenen – 5 % Andere
Garnison: Komaróm
Kommandant: Major Friedrich Jobst von Ruprecht
- Sappeurbataillon Nr. 6

Errichtet: 1912 – III. Armeekorps – 55. Infanterie-Brigade
Nationalitäten: 72 % Magyaren – 28 % Andere
Garnison: Pola
Kommandant: Major Carl Müller
- Sappeurbataillon Nr. 7

Errichtet: 1912 – VII. - XIII. - XV. Armeekorps
Nationalitäten: 53 % Magyaren – 25 % Deutsche – 22 % Andere
Garnison: Sarajevo
Kommandant: Major Rudolf Conrad
- Sappeurbataillon Nr. 8

Errichtet: 1912 – XIV. Armeekorps – 96. Infanterie-Brigade
Nationalitäten: 73 % Tschechen – 26 % Deutsche – 1 % Andere
Garnison: Rovereto
Kommandant: Oberstleutnant Franz Schmidt
- Sappeurbataillon Nr. 9

Errichtet: 1912 – XIV. Armeekorps – 96. Infanterie-Brigade
Nationalitäten: 66 % Tschechen – 31 % Deutsche – 3 % Andere
Garnison: Riva del Garda
Kommandant: Major Joseph Lichtblau
- Sappeurbataillon Nr. 10

Errichtet: 1912 – X. Armeekorps – 47. Infanterie-Brigade
Nationalitäten: 50 % Polen – 30 % Ruthenen – 20 % Andere
Garnison: Przemyśl
Kommandant: Major Joseph Hněvkovský
- Sappeurbataillon Nr. 11

Errichtet: 1912 – XI. Armeekorps – 21. Infanterie-Brigade
Nationalitäten: 32 % Polen – 48 % Ruthenen – 20 % Andere
Garnison: Lemberg
Kommandant: Oberstleutnant Hugo Haluska
- Sappeurbataillon Nr. 12

Errichtet: 1912 – XII. Armeekorps – 69. Infanterie-Brigade
Nationalitäten: 50 % Magyaren – 36 % Rumänen – 14 % Andere
Garnison: Gyulafehérvár
Kommandant: Major Zdenko Dvořák
- Sappeurbataillon Nr. 13

Errichtet: 1912 – XIII. Armeekorps – 13. Infanterie-Brigade
Nationalitäten: 86 % Serben/Croaten – 14 % Andere
Garnison: Esseg
Kommandant: Major Otto Jenker
- Sappeurbataillon Nr. 14

Errichtet: 1912 – XIV. Armeekorps – 121. Infanterie-Brigade
Nationalitäten: 98 % Deutsche – 2 % Andere
Garnison: Festung Trient
Kommandant: Major Ferdinand Korb

## Pioniere

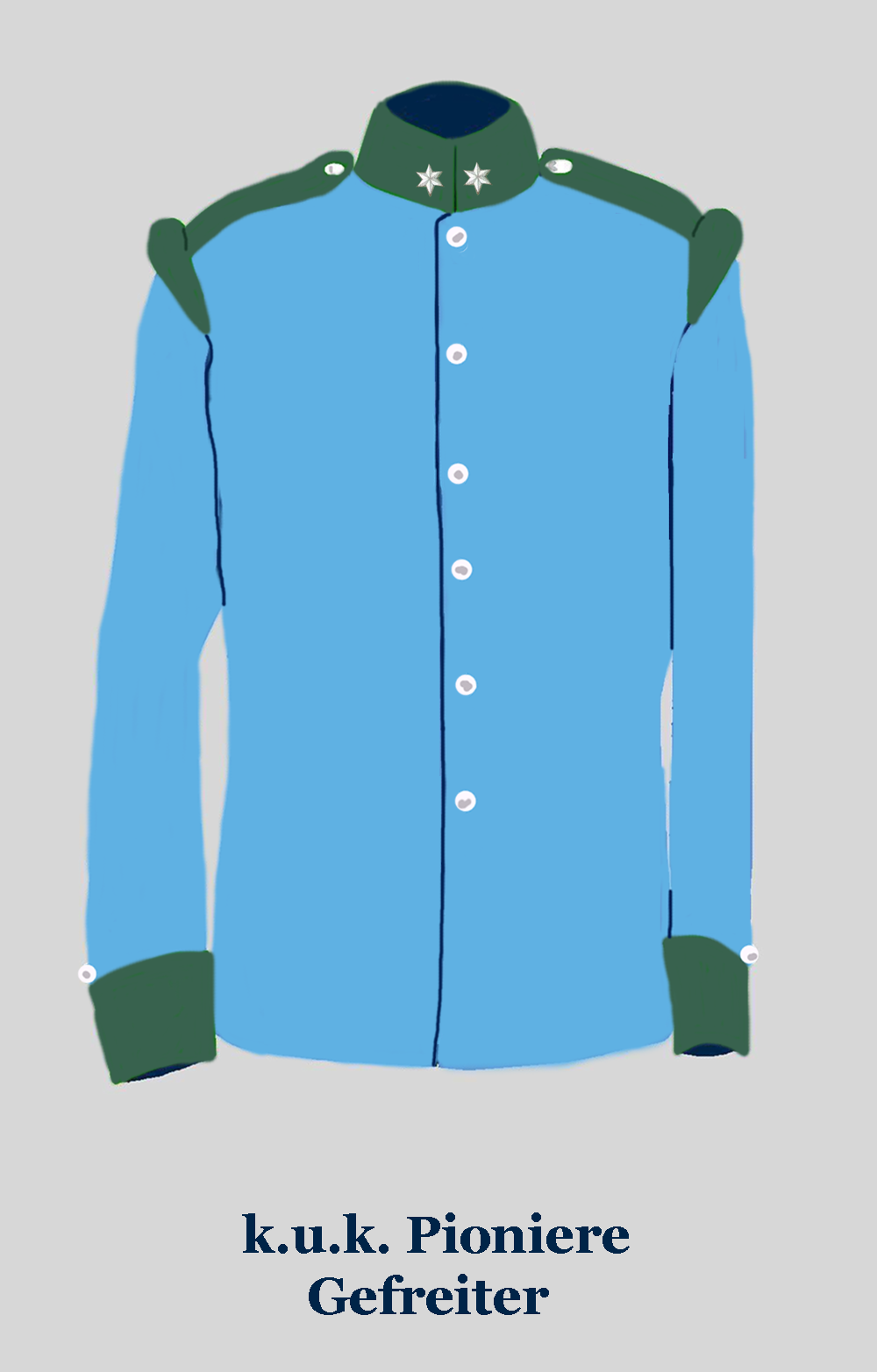
Gefreiter der Pioniere Waffenrock zur Parade

- Pionierbataillon Nr. 2

Errichtet: 1893 – XIV. Armeekorps – 121. Infanterie-Brigade
Ergänzungsbezirk: II. + XIV. AK
Nationalitäten: 98 % Deutsche – 2 % Andere
Garnison: Linz
Kommandant: Oberstleutnant Franz Berger
- Pionierbataillon Nr. 3

Errichtet: 1893 – XIV. Armeekorps – 121. Infanterie-Brigade
Ergänzungsbezirk: III. AK
Nationalitäten: 48 % Deutsche – 45 % Slowenen – 7 % Andere
Garnison: Pettau
Kommandant: Oberstleutnant Eduard Appel
- Pionierbataillon Nr. 4

Errichtet: 1893 – XIV. Armeekorps – 121. Infanterie-Brigade
Ergänzungsbezirk: IV. AK
Nationalitäten: 74 % Magyaren – 20 % Deutsche – 6 % Andere
Garnison: Budapest
Kommandant: Oberstleutnant Albert Eisenbach
- Pionierbataillon Nr. 5

Errichtet: 1893 – XIV. Armeekorps – 121. Infanterie-Brigade
Ergänzungsbezirk: V. AK
Nationalitäten: 55 % Magyaren – 27 % Deutsche – 18 % Andere
Garnison: Pozsony
Kommandant: Oberstleutnant Rudolf Sydor
- Pionierbataillon Nr. 7

Errichtet: 1893 – XIV. Armeekorps – 121. Infanterie-Brigade
Ergänzungsbezirk: VII. AK
Nationalitäten: 57 % Magyaren – 28 % Deutsche – 15 % Andere
Garnison: Szeged
Kommandant: Oberstleutnant Ignaz Mjk
- Pionierbataillon Nr. 8

Errichtet: 1893 – XIV. Armeekorps – 121. Infanterie-Brigade
Ergänzungsbezirk: VIII. AK
Nationalitäten: 56 % Tschechen – 41 % Deutsche – 3 % Andere
Garnison: Klosterneuburg
Kommandant: Oberstleutnant Rudolf Pratl
- Pionierbataillon Nr. 9

Errichtet: 1893 – XIV. Armeekorps – 121. Infanterie-Brigade
Ergänzungsbezirk: IX. AK
Nationalitäten: 54 % Tschechen – 43 % Deutsche – 12 % Andere
Garnison: Melk
Kommandant: Oberstleutnant Franz Fiedler
- Pionierbataillon Nr. 10

Errichtet: 1893 – XIV. Armeekorps – 121. Infanterie-Brigade
Ergänzungsbezirk: X. - XII. AK
Nationalitäten: 50 % Polen – 30 % Ruthenen – 20 % Andere
Garnison: Przemyśl
Kommandant: Oberstleutnant Joseph Watzek
- Pionierbataillon Nr. 15

Errichtet: 1914 – XIV. Armeekorps – 121. Infanterie-Brigade
Ergänzungsbezirk: XV. - XVI. AK
Nationalitäten: 92 % Serben/Croaten – 8 % Andere
Garnison: Sarajevo
Kommandant: ?

## Brückenbataillon
- Brückenbataillon

Errichtet: 1913 – XIV. Armeekorps – 121. Infanterie-Brigade
Ergänzungsbezirk: II. AK
Nationalitäten: 98 % Deutsche – 2 % Andere
Garnison: Krems
Kommandant: Hauptmann Johann Vučinic

## Eisenbahnregiment
- Eisenbahnregiment

Errichtet: 1909
Ergänzungsbezirk: nicht zugewiesen
Nationalitäten: 30 % Deutsche – 25 % Magyaren – 20 % Tschechen – 25 % Andere
Garnison: Korneuburg
Kommandant: Oberst Ernst Schaible

## Telegraphenregiment
- Telegraphenregiment

Errichtet: 1909
Ergänzungsbezirk: nicht zugewiesen
Nationalitäten: 30 % Deutsche – 25 % Magyaren – 20 % Tschechen – 25 % Andere
Garnison: Stab, 1., 4. Baon: St. Pölten – 2. Baon: Sopron – 3. Baon: Korneuburg
Kommandant: Oberst Carl Blazekovic

## Train

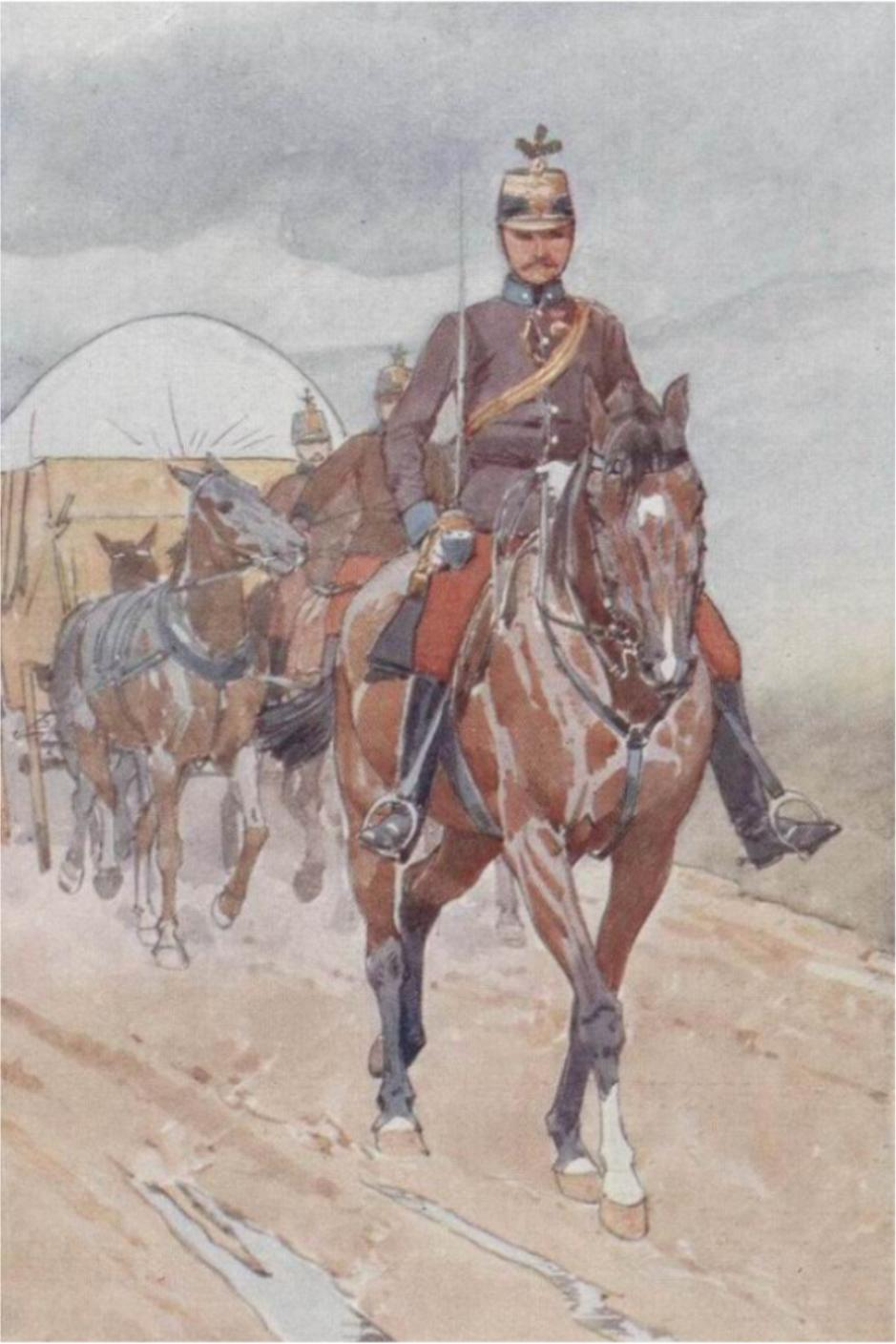
k.u.k. Train auf dem Marsch vor 1908

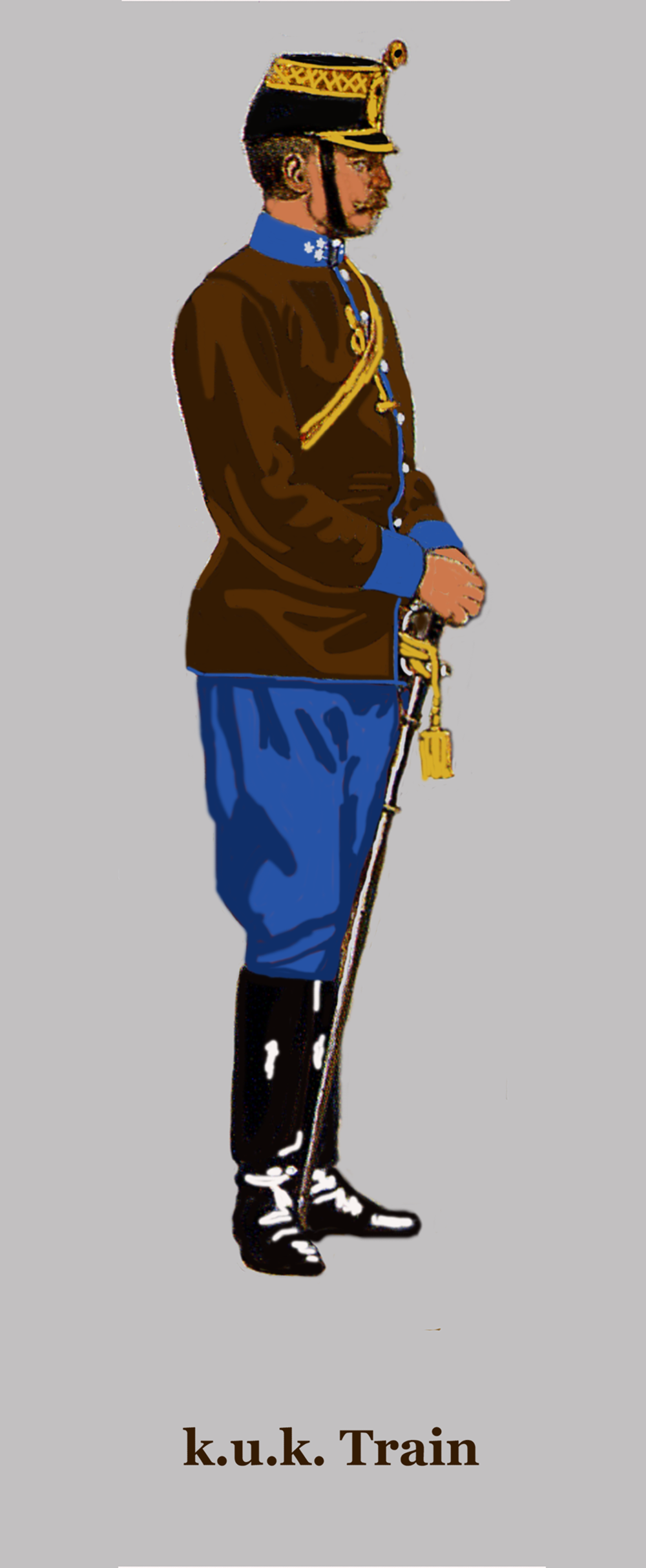
Hauptmann zur Parade nach 1908

Wappen von Stadt und Festung Przemyśl

- Trainbataillon Nr. 1

Errichtet: 1910 – I. Armeekorps
Ergänzungsbezirk: Krakau
Garnison: Festung Krakau
Kommandant: Major Theodor Indra
- Trainbataillon Nr. 2

Errichtet: 1910 – II. Armeekorps
Ergänzungsbezirk: Wien
Garnison: Wien
Kommandant: Major Ignaz Cermák
- Trainbataillon Nr. 3

Errichtet: 1910 – III. Armeekorps
Ergänzungsbezirk: Graz
Garnison: Graz
Kommandant: Oberstleutnant Carl Zieritz
- Trainbataillon Nr. 4

Errichtet: 1910 – IV. Armeekorps
Ergänzungsbezirk: Budapest
Garnison: Budapest
Kommandant: Oberstleutnant Rudolf Ullrich
- Trainbataillon Nr. 5

Errichtet: 1910 – V. Armeekorps
Ergänzungsbezirk: Pozsony
Garnison: Pozsony
Kommandant: Oberstleutnant Carl Diefenbach
- Trainbataillon Nr. 6

Errichtet: 1910 – VI. Armeekorps
Ergänzungsbezirk: Kasachau
Garnison: Kaschau
Kommandant: Oberstleutnant Anton Holan
- Trainbataillon Nr. 7

Errichtet: 1910 – VII. Armeekorps
Ergänzungsbezirk: Temesvár
Garnison: Temesvár
Kommandant: Major Friedrich Stampf
- Trainbataillon Nr. 8

Errichtet: 1910 – VIII. Armeekorps
Ergänzungsbezirk: Prag
Garnison: Prag
Kommandant: Oberstleutnant Edmund Steindler
- Trainbataillon Nr. 9

Errichtet: 1910 – IX. Armeekorps
Ergänzungsbezirk: Leitmeritz
Garnison: Festung Josephstadt
Kommandant: Major Stephan Grossnigg
- Trainbataillon Nr. 10

Errichtet: 1910 – X. Armeekorps
Ergänzungsbezirk: Przemysl
Garnison: Festung Przemysl
Kommandant: Oberstleutnant Alois Bauer
- Trainbataillon Nr. 11

Errichtet: 1910 – XI. Armeekorps
Ergänzungsbezirk: Lemberg
Garnison: Lemberg
Kommandant: Major Anton Havelka
- Trainbataillon Nr. 12

Errichtet: 1910 – XII. Armeekorps
Ergänzungsbezirk: Nagyszeben
Garnison: Nagyszeben
Kommandant: Major Carl Triesch
- Trainbataillon Nr. 13

Errichtet: 1910 – XIII. Armeekorps
Ergänzungsbezirk: Agram
Garnison: Agram
Kommandant: Major Adolf Khohl
- Trainbataillon Nr. 14

Errichtet: 1910 – XIV. Armeekorps
Ergänzungsbezirk: Innsbruck
Garnison: Innsbruck
Kommandant: Major Franz Patzak
- Trainbataillon Nr. 15

Errichtet: 1910 – XV. Armeekorps
Ergänzungsbezirk: Agram/Sarajevo
Garnison: Sarajevo
Kommandant: Major Alois Andrich
- Trainbataillon Nr. 16

Errichtet: 1910 – XVI. Armeekorps
Ergänzungsbezirk: Graz
Garnison: Mostar
Kommandant: Major Wilhelm Watznauer
- Siehe auch:

Liste der k.u.k. Kampftruppen im Juli 1914
Liste der Großverbände der k.u.k. Armee
Übersicht über die Garnisonen der k.u.k. Armee